# Plagiochila sikutzuisana
Plagiochila sikutzuisana là một loài rêu trong họ Plagiochilaceae. Loài này được C. Massal. mô tả khoa học đầu tiên năm 1897.